# 15702 Olegkotov
15702 Olegkotov este un asteroid din centura principală de asteroizi.

## Descriere
15702 Olegkotov este un asteroid din centura principală de asteroizi. A fost descoperit pe 2 septembrie 1987 la Observatorul de Astrofizică din Crimeea de Liudmila Cernîh. Asteroidul prezintă o orbită caracterizată de o semiaxă mare de 2,74 ua, o excentricitate de 0,14 și o înclinație de 8,0° în raport cu ecliptica.